# Eyvind Olrik
Eyvind Gunnar Olrik, född den 2 oktober 1866 i Köpenhamn, död den 21 december 1934, var en dansk jurist, son till Henrik Olrik, bror till Benedicte Olrik (gift Brummer), Dagmar, Hans, Axel och Jørgen Olrik.
Olrik, som blev juris kandidat 1888, anställdes i Justitieministeriet 1891 samt blev assessor 1905 i Kriminalretten, 1913 i Overretten och 1917 i Höjesteret. Han var ledamot av 1917 års strafflagskommission.
Olrik utvecklade omfattande och värdefull verksamhet på straffrättens område och behandlade bland annat frågan om tillräknelighet (1897), vaneförbrytare (1893) och läkares tysthetsplikt (1905) samt utgav kommenterade editioner av strafflagen (1902 och 1912).

## Utmärkelser
- Dannebrogsmännens hederstecken,  1920[1]
- Kommendör av första graden av Dannebrogorden,  1929[1]

[Redigera Wikidata]